# Pinosava
Pinosava (cyr. Пиносава) – miasto w Serbii, w mieście Belgrad, w gminie miejskiej Voždovac. W 2011 roku liczyło 3151 mieszkańców.